# Draba paysonii
Draba paysonii är en korsblommig växtart som beskrevs av James Francis Macbride. Draba paysonii ingår i släktet drabor, och familjen korsblommiga växter. Inga underarter finns listade i Catalogue of Life.